# Azay-sur-Cher

Azay-sur-Cher este o comună în departamentul Indre-et-Loire, Franța. În 1 ianuarie 2022 avea o populație de 3.127 de locuitori.